# Sturm Dénes
Sturm Dénes, született: Sturm Dénes Sándor Mária József (Zalaegerszeg, 1886. október 11. – 1944 után) vezérőrnagy, huszárezredes, a Női önkéntes Honvédelmi Munkaszervezet országos felügyelője, Szentgyörgyi Lenke színésznő öccse.

## Családja és származása
Jómódú értelmiségi családban született, 1886. október 29-én keresztelték. Apja Sturm György (1843–1887), királyi főmérnök, zalaegerszegi magyar királyi államépítészeti hivatal főnöke, anyja a nemesi származású szladeoviczi Szladovits családból való Szladovics Rozália (1858–1937). Az anyai nagyszülei szladeovici Szladovits Ferenc (1829–1878) jogász, az 1848-as főhadnagy, földbirtokos és a nemesi szentgyörgyi Horváth családból való szentgyörgyi Horváth Flóra (1835–1916) voltak. Az anyai nagyapai dédszülei szladeovici Szladovits Gergely (1805–1880) jogász, táblabíró, földbirtokos és egyházasbüki Simon Mária (1805–1834) voltak; az utóbbi Szladovits Gergelynek a szülei szladoviczi Szladovits József (1773–1829), táblabíró, földbirtokos, és a tekintélyes boldogfai Farkas családból való boldogfai Farkas Marianna (1783–1819) voltak. A Szladovits nagyapja révén a boldogfai Farkas, a lovászi és szentmargitai Sümeghy, a barkóczi Rosty, valamint a zalalövői Csapody családoknak a leszármazottja. A szentgyörgyi Horváth nagyanyja révén a rumi és rábadoroszlói Rumy, a nyirlaki Oszterhueber, a királydaróczi Daróczy, valamint a mezőszegedi Szegedy családoknak a leszármazottja.

## Élete
Sturm Dénesnek a tényleges katonai szolgálatát a Ludovika Akadémia elvégzését követően 1907. augusztus 18-án kezdte meg. 1927 és 1928 folyamán őrnagyként a 2/1. huszárosztály parancsnoka volt. 1936. november 1-jén ezredessé léptették elő.
1938 és 1941. augusztus elseje között vezette a Honvédelmi Minisztérium 5. (a honvédség lepótlása, állategészségügy, kincstári gazdaságok központi irányítása és felügyelete) osztályát. E beosztás nem tartozott a katonai felső vezetés fontos posztjai közé. A másik kritérium — állománycsoportra, fegyvernemre való tekintet nélkül a tábornoki rendfokozat elérése tényleges állományban — kívánalmainak sem tett eleget Sturm Dénes. Mint nyugállományú ezredes a női honvédelmi munkaszolgálat vezetőinek egyikeként működött. 1944. február 21-én kapta meg a címzetes vezérőrnagyi rendfokozatot. (A nyugdíj ilyen esetben ezredesi, a hordható egyenruha tábornoki, a „leghivatalosabb” forma: nyugállományú ezredes, címzetes vezérőrnagy.)

## Házassága és leszármazottjai
Feleségül vette a nemesi származású barsi Leidenfrost Mária (1903 – Budapest, 1982. április 28.) kisasszonyt, akinek a szülei barsi Leidenfrost Tódor (1861–1911), valamint pilis és szilasi Szilassy Mária (1868–1934) voltak. Az anyai nagyszülei pilis és szilasi Szilassy Cézár (1840–1890), földbirtokos, és Verebélyi Ilona voltak. Leidenfrost Mária második férje Sóváry Zénó Jenő (1892–1944) lett, akivel 1940. augusztus 11-én kötött házasságot Esztergomban. Sturm Dénesné Leidenfrost Mária apja Leidenfrost Tivadar, Gyula, és László Bars vármegyei földbirtokosok 1896. június 6.-án magyar nemességet, családi cimert, és a "barsi" nemesi előnevet szerezték I. Ferenc József magyar királytól; Sturm Dénes és Leidenfrost Mária frigyéből született:
- Sturm Magdolna (Budapest, 1929. május 8.–Budapest, 1997. december), középiskolai tanár.[13] 1.f.: Dr. felsőkubinyi Kubinyi László (Budapest, 1927. október 26.–Budapest, 1973. november 30.), a Magyar Tudományos Akadémia Nyelvtudományi intézete elnöke.[14] 2.f. Mérei Ferenc.